# Sleuth (U-Boot)
HMS Sleuth (Kennung: P261) war ein U-Boot der britischen Royal Navy im Zweiten Weltkrieg und danach.

## Geschichte
Die Sleuth (engl.: Detektiv, Synonym für Bluthund) war ein Boot des vierten Bauloses der britischen S-Klasse. Dieses Baulos wird auch als Subtle-Klasse bezeichnet. Das Boot wurde am 30. Juni 1943 bei Cammell, Laird & Company im nordwestenglischen Birkenhead aufgelegt, lief am 6. Juli 1944 vom Stapel und wurde von der Royal Navy am 8. Oktober 1944 in Dienst gestellt.
Am 26. April 1945 versenkte die Sleuth (Kommandant: Lt. K.H. Martin) gemeinsam mit ihrem Schwesterboot Solent (Kommandant: Lt. J.D. Martin) vor Kalambau in der Javasee bei 4° 50′ S, 115° 40′ O den japanischen Hilfsminensucher Wa 3 (215 ts) mit ihren Deckgeschützen. Zwischen dem 5. und dem 15. August 1945 versenkten die beiden Boote gemeinsam 15 japanische Segelschiffe im Golf von Thailand.
Nach dem Krieg verblieb die Sleuth im aktiven Dienst der Royal Navy. Am 13. Juni 1952 kollidierte sie im Hafen von Portland mit dem Zerstörer Zephyr.
Nachdem die Sleuth zur Verschrottung verkauft worden war, erreichte sie am 15. September 1958 Charlestown, wo sie anschließend abgebrochen wurde.